# 拉尔夫·韦尔斯
拉尔夫·安托万·马里·约瑟夫·韦尔斯（荷蘭語：Ralph Antoine Marie Joseph Wijers，1964年5月31日—），男，荷兰天体物理学家，阿姆斯特丹大学安东·潘涅库克研究所教授、原所长。